# Implikacja materialna
Implikacja, implikacja materialna (w odróżnieniu od implikacji formalnej, tj. wynikania) – zdanie logiczne lub funkcja zdaniowa powstałe przez połączenie dwóch zdań {\displaystyle p} (poprzednik implikacji) i {\displaystyle q} (następnik implikacji) spójnikiem implikacji {\displaystyle p\to q.}
Spójnik implikacji jest spójnikiem ekstensjonalnym – implikacja przyjmuje wartości logiczne zależące jedynie od wartości logicznych łączonych zdań.
| {\displaystyle p} | {\displaystyle q} | {\displaystyle p\to q} |
| ----------------- | ----------------- | ---------------------- |
| 0                 | 0                 | 1                      |
| 0                 | 1                 | 1                      |
| 1                 | 0                 | 0                      |
| 1                 | 1                 | 1                      |

gdzie:
1 – prawda
0 – fałsz.

## Definicja
Znak „<” przyjęto nazywać znakiem implikacji, od łac. implico – wplatam, dla zaznaczenia, że następnik jest niejako wpleciony, uwikłany w poprzednik, skoro w prawdziwej implikacji poprzednik nie może być prawdziwy bez prawdziwości następnika. Samo zaś zdanie postaci „p < q”, czyli zdanie warunkowe, nazywa się częstokroć wprost implikacją. (T. Kotarbiński, Elementy teorii poznania, logiki formalnej i metodologii nauk, Warszawa, PWN, 1986 (1929), s. 140).

## Notacja
Zestawienie symboli implikacji, stosowanych przez różnych autorów w początkowym okresie rozwoju logiki formalnej:
|            | Schröder, Peirce Hilbert | Peano Russell              | Łukasiewicz         |
| ---------- | ------------------------ | -------------------------- | ------------------- |
| Implikacja | {\displaystyle p\to q}   | {\displaystyle p\supset q} | {\displaystyle Cpq} |

Współcześnie implikację materialną często oznacza się symbolem {\displaystyle \to }. Część autorów używa symbolu {\displaystyle \Rightarrow } w tym samym znaczeniu. Niektórzy natomiast stosują rozróżnienie:
- {\displaystyle \to } oznacza implikację materialną (zdanie {\displaystyle p\to q} jest zdaniem w języku przedmiotowym i może być prawdziwe lub fałszywe);
- {\displaystyle \Rightarrow } to implikacja logiczna, czyli wynikanie (zapis {\displaystyle p\Rightarrow q} należy do metajęzyka i oznacza, że {\displaystyle p\to q} jest tautologią)[8][9].

Symbol {\displaystyle \Rightarrow } bywa także używany do oznaczenia w logice modalnej implikacji ścisłej, czyli takiej, w której nie jest możliwe, aby poprzednik był prawdziwy, a następnik fałszywy.

## Przykłady
Implikację można traktować jako obietnicę: „obiecuję, że jeśli dostanę dwójkę z matematyki, to zacznę odrabiać zadania”. Jeśli rzeczywiście tak się stanie (poprzednik implikacji będzie prawdziwy), to muszę odrabiać zadania (1⇒1), bo inaczej obietnica zostanie złamana (1⇒0 fałsz!). W każdym innym przypadku implikacja będzie prawdziwa, bo obietnica zostanie spełniona (dostałam piątkę, mogę albo odrabiać zadania albo sobie odpuścić).
- Zdanie „Jeśli Rzym jest stolicą Włoch, to Warszawa jest stolicą Francji” jest fałszywe, zarówno w interpretacji intuicjonistycznej (bo jedno z drugiego w żaden sposób nie wynika), jak i klasycznej (bo poprzednik jest prawdziwy, zaś następnik fałszywy).
- Zdanie „Jeśli Księżyc jest z sera, to Warszawa jest stolicą Francji” jest w interpretacji intuicjonistycznej fałszywe (bo jedno z drugim nie ma żadnego związku), natomiast w interpretacji klasycznej prawdziwe, bo poprzednik jest fałszywy, więc wynika z niego wszystko.
- Zdanie „Jeśli n jest podzielne przez 4, to jest podzielne przez 2" jest prawdziwe w obu interpretacjach dla dowolnego n.

## Własności
W klasycznym rachunku zdań implikacja spełnia równoważność:
{\displaystyle (p\to q)\Leftrightarrow (\neg q\to \neg p)}
która nazywana jest zasadą kontrapozycji. Zasada ta jest podstawą dowodu nie wprost.
Ponadto prawdziwa jest też równoważność:
{\displaystyle (p\to q)\Leftrightarrow (\lnot p\lor q)}